# Hospital Dr. Domingo Guzmán Lander
El Hospital Regional Dr. Domingo Guzmán Lander —también llamado Hospital Regional de Las Garzas— es un centro de salud público localizado en el sector Las Garzas, en la antigua avenida Intercomunal de la ciudad de Barcelona, capital del Estado Anzoátegui, al noreste de Venezuela.
Está adscrito al Instituto Venezolano de los Seguros Sociales (IVSS) y lleva el nombre de un médico y político venezolano el doctor Domingo Guzmán Lander quién falleció en 1970.